# China World Trade Center Tower 3

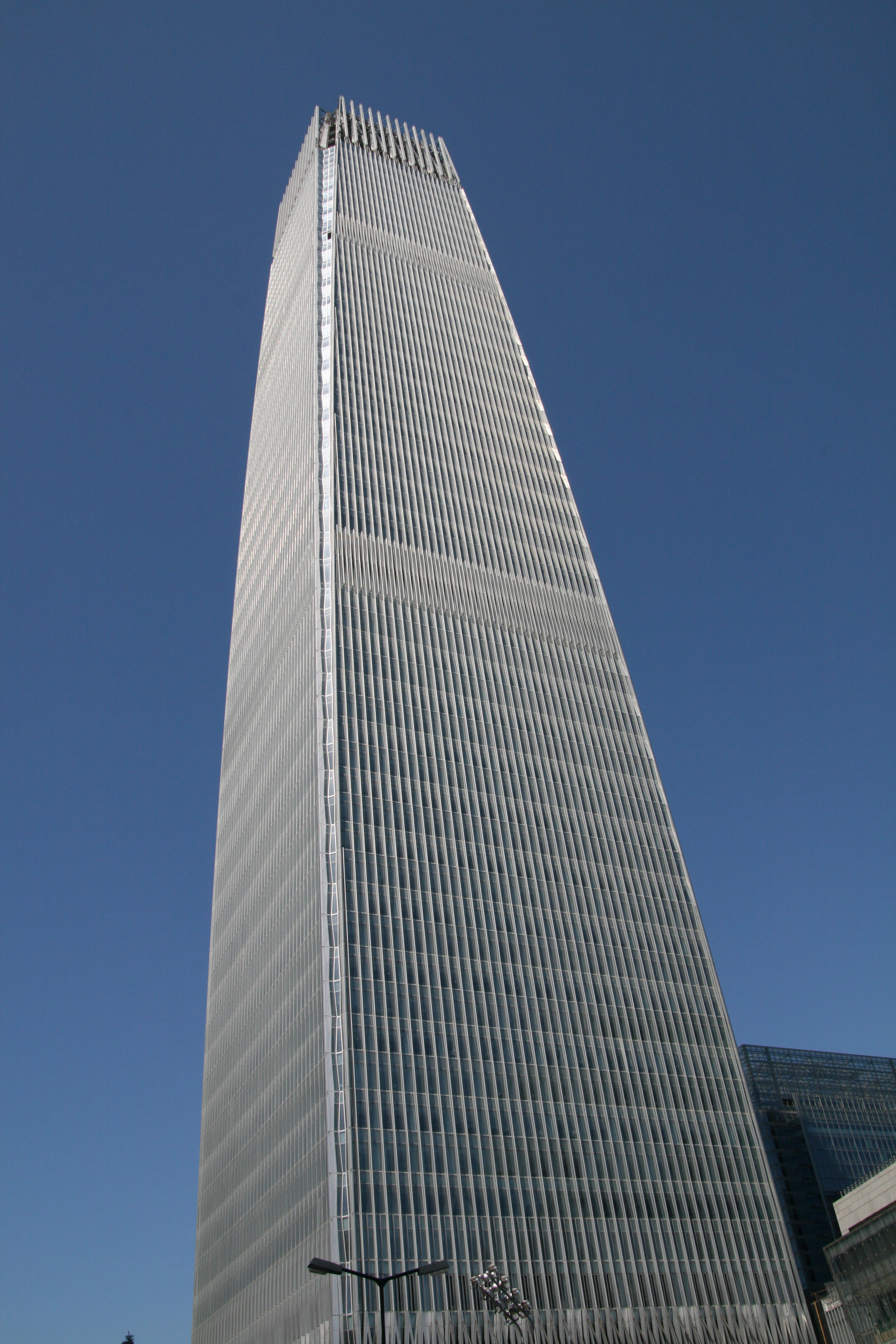
China World Trade Center III

China World Trade Center Tower 3 é um arranha-céus com 330 m de altura e 68 andares conta com 30 elevadores em Pequim, República Popular da China. Foi construído entre 2005 e 2010.